# Fabrice Colas
Fabrice Colas (Rueil-Malmaison, 21 de juliol de 1964) és un ciclista francès, ja retirat, especialista en pista. En el seu palmarès destaca una medalla en el quilòmetre contrarellotge als Jocs de Los Angeles de 1984 i sis medalles als Campionats del món, quatre d'elles d'or en tàndem. També va prendre part en els Jocs Olímpics d'Estiu de 1988.

## Palmarès
- 1984
  -  Medalla de bronze als Jocs Olímpics de Los Angeles en Quilòmetre contrarellotge
- 1987
  -  Campió del món en Tàndem (amb Frédéric Magné)
- 1988
  -  Campió del món en Tàndem (amb Frédéric Magné)
- 1989
  -  Campió del món en Tàndem (amb Frédéric Magné)
- 1993
  -  Campió de França en Velocitat
- 1994
  -  Campió del món en Tàndem (amb Frédéric Magné)